# Someone New
Someone New is een nummer van de Ierse singer-songwriter Hozier uit 2015. Het is de vijfde single van zijn titelloze debuutalbum.
Hozier heeft "Someone New" geschreven met zijn ex-vriendin, en is het oudste nummer van Hozier dat op het album is gekomen. "Het nummer gaat over liefde en zijn nutteloosheid en oppervlakkigheid", aldus Hozier. De plaat werd een bescheiden hit op de Britse eilanden, met een 13e positie in Hoziers thuisland Ierland. In het Nederlandse taalgebied was het succes kleiner; met in Nederland een 13e positie in de Tipparade, en in Vlaanderen een 5e positie in de Tipparade.

## Tracklijst
Digital
1. Someone New -3:44